# Беларусь (автодорога)
Федеральная автомобильная дорога М-1 «Беларусь» — автомобильная дорога федерального значения Москва — государственная граница с республикой Беларусь, часть европейского маршрута E 30 и азиатского маршрута AH6.
Протяжённость магистрали составляет 456 км. Проходит по территории Московской и Смоленской областей.

## История

### Смоленский тракт
Начало этой дороги восходит к царствованию Ивана Грозного, когда Смоленск был пограничным «Ключ-городом», через который выезжали за границу, который представлял первый рубеж обороны. Гужевую дорогу до него называли Смоленским трактом.
Смоленская дорога помнит нашествие войск польского короля Сигизмунда III, который дошёл до Москвы в Смутное время и был изгнан войском Минина и Пожарского.
В 1812 году по старой Смоленской дороге двигался на Москву Наполеон и по ней же погнали назад остатки его армии. В те времена дорога строилась и восстанавливалась крестьянами, военнослужащими Русской армии, подрядчиками, которых нанимало созданное в 1809 году Главное управление путей сообщения Российской империи.
Федеральная автомобильная дорога М-1 «Беларусь» совпадает со Смоленским трактом только до станции Уваровка. Новая трасса была проложена с учётом возможностей XX века по проектированию и прокладке дорог и изначально планировалась как скоростная автомагистраль, первая в Советском Союзе.

### Строительство, первый этап
Постановление о её строительстве Совнарком СССР принял в 1934 году, протяжённость автомагистрали планировалась в 695 км, с расчётной скоростью движения 120 км/ч (при том, что максимальная скорость большинства автомобилей того времени не превышала 100 км/ч). Полтора года шли изыскания и её первоначальное проектирование. На своём протяжении она должна была в 13 местах пересечь железнодорожные линии, пройти через 115 рек. Предстояло соорудить 627 транспортных развязок и 9 путепроводов, первые в СССР железобетонные мосты общей протяжённостью более 3,5 км, а также 627 труб.
Поначалу дорога должна была иметь 18-метровую ширину проезжей части на всём протяжении и 21,5-метровую под Москвой с 3-метровой разделительной полосой. Ширина проезжей части соответственно планировалась в 12 и 18,5 м. Для движения тракторов, которые в то время имели металлические колёса с треугольными шипами, вдоль асфальтированного шоссе планировались тракторные пути. Для прогона скота через каждые 5 км были предусмотрены каменноарочные переходы. На 122 км магистрали укладывалось двухслойное асфальтобетонное покрытие толщиной 8 см, на 567 км — однослойное толщиной 5 см, на 6 км — цементобетонное.
Однако первоначальный проект магистрали оказался слишком дорогостоящим: 1 миллиард рублей, поэтому его упростили до 631,6 млн.
Работы начались в 1936 году и планировались к окончанию в 1940-41 годах. Строительство вело Главное управление шоссейных дорог НКВД СССР (ГУШОСДОР), создавшее 1 октября 1938 года в Вязьме специальное Управление строительством дороги, а затем девять отделений: в Голицыне, Гжатске, около Вязьмы, в Ярцеве, Гнездове, Бобре, Приямине, Борисове и Жодине. Работы велись одновременно на всех отделениях. Были задействованы заключённые ГУЛАГа (Вяземского лагеря НКВД) , вольнонаёмные из окрестных сёл и деревень, в общей сложности 105 тыс. человек.
В числе техники имелось только два с половиной десятка устаревших тракторов и три экскаватора. Основными орудиями труда были лопата и одноколёсная тачка. Грунт подвозили в основном конной тягой на грабарках, а также тачками и на носилках. В апреле 1937 года на стройку направили 70 автомашин. Рабочий день длился по 10-12 часов. За неполных три года рабочие переместили около 20 млн м³ грунта, почти столько же, сколько при строительстве Беломорско-Балтийского канала. Ежедневно в девять утра в торжественной обстановке, под звуки оркестра, строители получали свежую сводку о выполнении плана, им зачитывали имена стахановцев. Многотиражная газета «Трассоармеец» публиковала новости стройки, зарисовки о передовиках, скетчи о лентяях.
Пролётные строения мостов (тридцать были построены по индивидуальным проектам) выполнялись из железобетона и металла, опоры из железобетона и камня, трубы из железобетона и бутовой кладки. Уникальный для своего времени мост через Днепр из 4 пролётов спроектировал инженер М. А. Дикарев, погибший во время войны.
В основном, дорога была построена к концу 1938 года, но работы продолжались и были приостановлены весной 1941 года, когда заключённых Вяземлага перебросили на сооружение 256 полевых аэродромов для нужд ВВС по решению ЦК ВКП (б).

### Ущерб, нанесённый войной
С началом Великой Отечественной войны дорога на Москву стала местом ожесточённых боёв с гитлеровцами. К октябрю 1941 года она почти полностью оказалась в руках врага. Когда вермахт погнали на запад, на пути отступления он взрывал мосты и путепроводы, минировал подходы к дороге, нанеся ей огромный ущерб. Чтобы затруднить ремонт, взрывали не только мосты, но и подходы к ним на глубину до 150 м. В насыпях полотна дороги устраивали начинённые взрывчаткой подземные штольни, особо стараясь разрушить полотно дороги на заболоченных и пойменных участках. Урон, нанесённый трассе, оценивается в 170 млн рублей. Таким образом, она была разрушена более чем на четверть.
Восстановительные работы на трассе велись по мере наступления Красной армии. В апреле 1942 года, когда в результате контратаки гитлеровцев лицом к лицу с ними оказалась бригада из семи воинов-дорожников, производивших ремонт моста через ручей. Они оказались лицом к лицу с врагом. Сменив пилы и топоры на винтовки, они приняли бой и погибли все до одного. В память о героях в этом месте в 2014 году установлен мемориал со скульптурной композицией.
Военнослужащие дорожных войск и местные самоуправления вели ремонтные работы на шоссе до 1955 года. Были заново построены мосты через Оку и Бобр, полностью заасфальтировано дорожное полотно автомагистрали и подъездов к ней, построены три АЗС, по обочинам выполнены снегозадерживающие посадки.

### В европейской сети дорог
В 1961 году первая советская автомагистраль стала маршрутом № 1 для туризма, а затем включена в дорожную сеть Совета экономической взаимопощи социалистических стран под индексом Е-8. Требования к качеству дороги возросли, объём работ по капитальному и среднему ремонту возрос более, чем вдвое, а к 1963 году более, чем втрое.
9 мая 1966 года на 141-м км в районе деревни Уваровка открыт монумент «Их было десять тысяч» в честь 10 тысяч советских бойцов, погибших здесь в сражениях с врагом, который рвался к столице. Его построили сотрудники управления дороги и комсомольцы Можайского района по проекту скульптора А. В. Рыбкина и архитектора Н. Н. Донских.
К началу девятой пятилетки (1971) подмосковный участок дороги был расширен до четырёх полос.
В 1976 году Минавтодор СССР включил дорогу в перечень автотрасс, подлежащих подготовке для обслуживания Олимпиады-1980 в Москве.
Маршрут Москва — Смоленск — Минск — Брест до середины 1980-х годов имел номер 1, который, один из немногих, сохранился и в новой нумерации, но с префиксом М.

### Олимпиада-1980
К Олимпиаде было усилено асфальтобетонное покрытие на 150 км полотна, устроены 56 автобусных остановок с павильонами, установлены новые дорожные знаки, в том числе впервые на Г-образных и П-образных опорах, 405 км были размечены термопластиком, на обочинах установили 10 тыс. столбиков со светоотражающими элементами. К началу игр капитально отремонтировали 279 км трассы, установлено 25 км барьерных ограждений из металлического бруса.
Олимпийский комитет предложил автомагистраль для проведения командной шоссейной гонки на 101 километр, стартовавшей в районе Одинцова и проходившей до 73-го км. Одинцовское строительно-монтажное управление в сжатые сроки построили «старт-финиш» на 23-м км, включая трибуны для зрителей, и сдали объект госкомиссии с оценкой «отлично». 
В 1986 году Минавтодор РСФСР запланировал реконструкцию автострады с расширением до 10 полос участка до 45-го км, далее до 83-го км — до 6 полос. Однако с распадом СССР и разрушением социалистической экономики финансирование дороги практически прекратилось, тогда как нагрузка на неё резко возросла. Из Европы в Москву хлынули потоки фур с нагрузкой 12—13 тонн на ось. Ежесуточно по магистрали проходило до 30 тысяч автомобилей.

### Обновление
В 2000-е годы Минское шоссе начали капитально ремонтировать. В 2007 году было решено провести коренную реконструкцию трассы как части международного транспортного коридора Берлин — Нижний Новгород. Чтобы разгрузить шоссе от пробок, в июле 2009 года было подписано одно из первых в России концессионное соглашение в сфере инфраструктуры о строительстве и последующей эксплуатации на платной основе автомобильной дороги протяжённостью 18,5 км от МКАД в районе Молодогвардейской транспортной развязки до 33-го км федеральной трассы «Беларусь» в обход Одинцова. Новая дорога была открыта 26 ноября 2013 года.
Проведены работы по реконструкции шоссе на участке Лесной Городок — Голицыно. Число полос увеличено до четырёх в каждую сторону. Построены развязки: поворот на Кокошкино, поворот на Крёкшино и Жаворонки, съезд в Краснознаменск, развязка с «бетонкой» (А107). Участок от 33 до 45 км соответствует категории автомобильной дороги IБ, с ограничением максимальной скорости 110 км/ч.
Также проведены работы по реконструкции шоссе на участке 27—32 км, число полос увеличено до трёх в каждую сторону.
Построены развязки на 25 и 27 км.
В 2019 году начаты работы по реконструкции участка трассы М1 от 45 км до 66 км. Схема предусматривает существенное расширение дорожного полотна от Голицыно до Дорохово (на участке от 33 до 84 км). На этом отрезке основной ход Минского шоссе станет платной автомобильной дорогой. Параллельно основному ходу будут возведены бесплатные дороги-дублёры. В январе 2016 года жители Одинцовского района подвергли резкой критике проект реконструкции трассы, в Одинцово в том же году был собран митинг против данной автомагистрали, неоднократно проводились пикеты и сборы подписей, однако акции протеста не привели к остановке работ.
Основной ход на протяжении от 33 до 84 км состоит из трёх участков. На каждом предусмотрены платные и бесплатные полосы или альтернативные бесплатные дороги. На схеме участки выглядят так: первый — от 33 до 45 км — начинается он от съезда с платной автодороги в обход Одинцово, заканчивается у разворотной петли в районе «Бетонки». На данном отрезке предполагается расширение дорожного полотна. Второй участок — от 45 до 64 км — берёт начало у разворотной петли, а заканчивается в районе транспортной развязки у съезда в Кубинку. Планом предлагается построить разворотную петлю на 52 км и видоизменить съезд в Кубинку. Третий участок — от 64 до 84 км — начинается от кубинковской транспортной развязки. На его территории будет ликвидирована хорда, соединяющая Минское шоссе с Можайским. Соединение будет выполнено в виде транспортной развязки.
Въехать на неё можно будет только с дороги-дублёра. Участок с 45-го по 66-й км Минского шоссе (от Голицыно до Кубинки) был открыт после реконструкции 28 декабря 2021 года, платный проезд начался с 11 января 2022 года. На нём предусмотрено шесть платных полос, параллельно с обеих сторон — бесплатные двухполосные дублёры. При этом на дублёрах устроено по одной полосе в каждую сторону, что вызвало массу вопросов у автомобилистов. На 46-м км трассы построен пункт взимания платы на 17 шлюзов. На церемонии открытия участка 45—66 км представители «Автодора» заявили, что строители подготовили территорию для следующего этапа реконструкции — участка с 66 по 84 км. Реконструкцию участка 33—84 км ведёт компания Аркадия Ротенберга «Мостотрест». Минское шоссе стало первой в России автодорогой с платными и бесплатными полосами.

## Маршрут

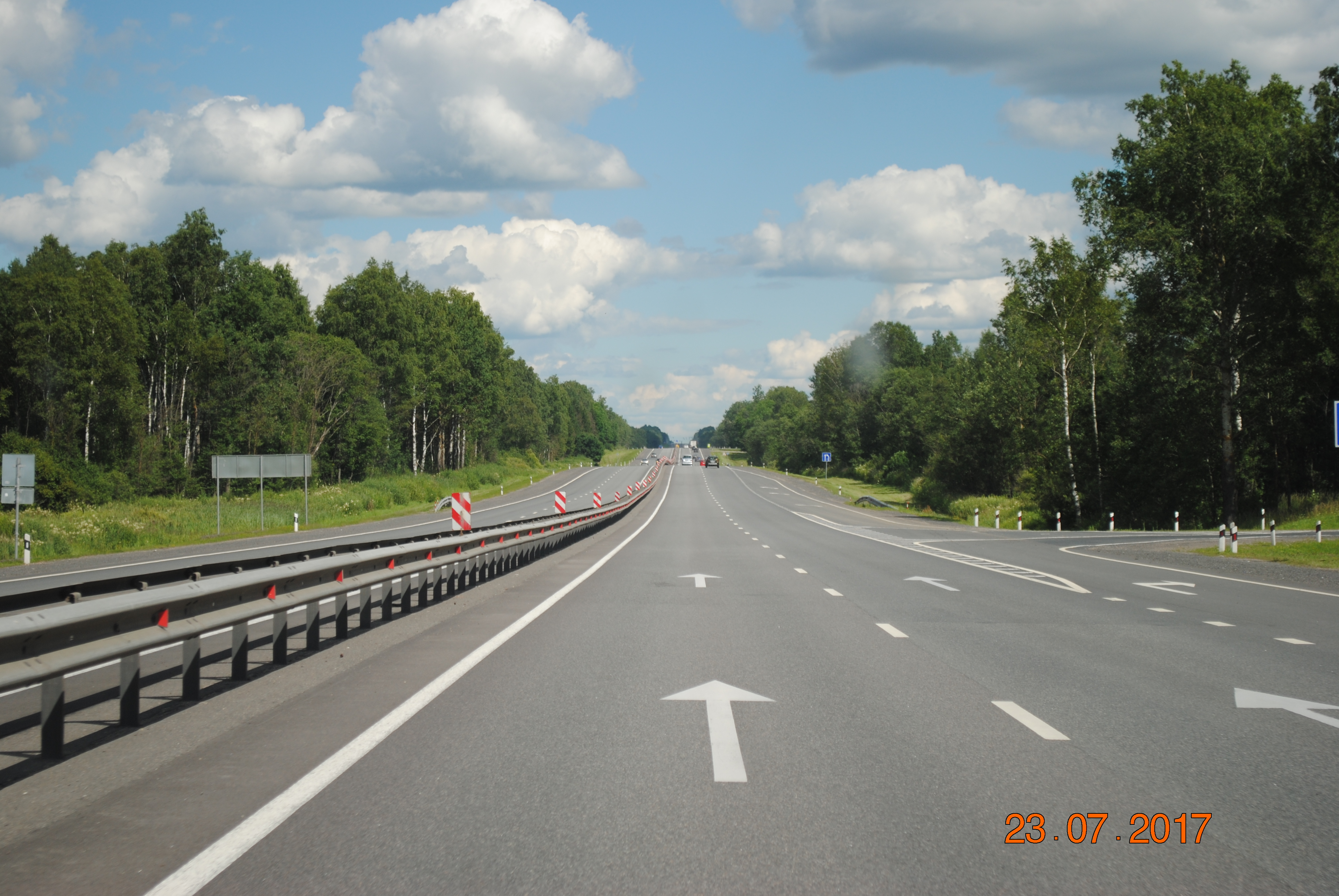
Автодорога М-1 «Беларусь» в Смоленской области у поворота на деревню Зимница.

Берёт начало на пересечении Можайского шоссе и МКАД, далее проходит по территории Московской области южнее Одинцова, Голицына, Кубинки, Тучкова и Можайска. По территории Смоленской области проходит к югу от города Гагарина (172 км), к северу от Вязьмы (227 км), через Сафоново (297 км) и Ярцево (334 км), далее к северу от Смоленска по объездной дороге (394 км) и следует до государственной границы с Белоруссией (440 км).
Продолжение на запад — белорусская магистраль М1 следованием на Минск и Брест, на восток (в составе E 30 и AH6) — федеральная магистраль М5 «Урал».

## Маршрут следования

### Московская область
- М1 Москва;
- Новоивановское и Немчиновка;

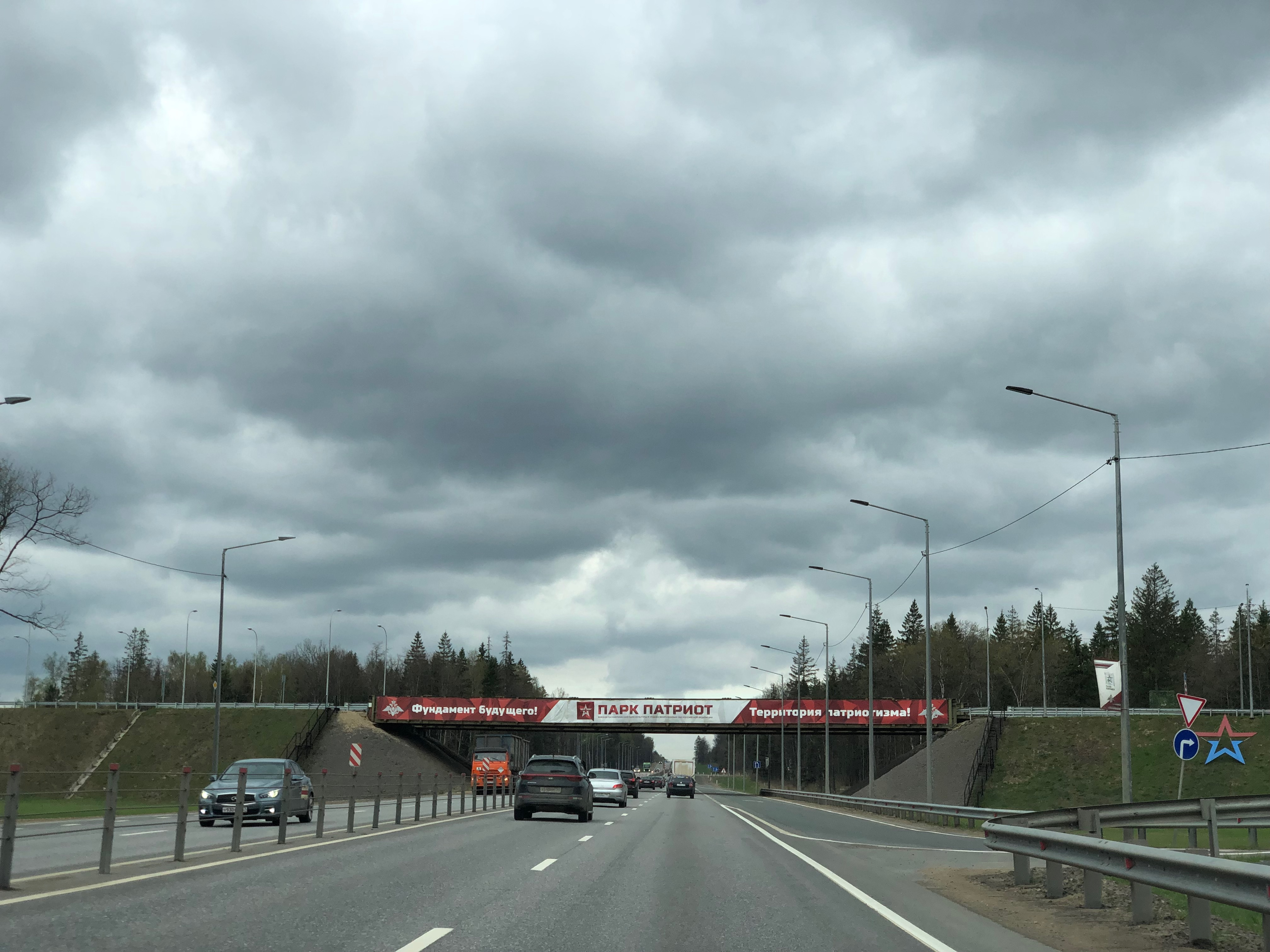
Участок Минского шоссе в Одинцовском районе

- А100 (Можайское шоссе) у пос. Трёхгорка;
- Одинцово (микрорайон Баковка),  на пос. Переделкино (на знаках ошибочно указана Баковка);
- Вырубово (на знаках ошибочно указана Баковка);
- (Внуковское шоссе) к ст. Внуково, Изварино, Боровскому шоссе;
- Лесной Городок,  на Толстопальцево (в последнее время сквозной проезд перекрыт);
- на Зайцево, к платф. Здравница;
- Ликино;
- на (1,3 км) Жаворонки;
- Краснознаменск (ЗАТО, пропускной режим);
- А107 (бетонка, Московское малое кольцо);
- Голицыно;
- Бутынь;
- Кубинка;
- Памятник воинам-дорожникам;
- на Чупряково, Асаково;
- А100 (Можайское шоссе) на Тучково;
- Ляхово;
- Мост через реку Капанку;
- А108 (Большое Московское кольцо) на Дорохово, Рузу, Волоколамск;
- А108 (Большое Московское кольцо) на Дорохово, Верею;
- к домам отдыха «Мирный» и «Радуга»;
- к платф. Партизанская (бетонный съезд через Землино);
- Мост через реку Зуевку;
- к Модёново, к А100 (Можайское шоссе);
- Як-3, памятник лётчикам-защитникам Москвы;
- Шаликово,  А100 (Можайское шоссе);
- Отяково, (1,4 км) Можайск;
- Ямская, Можайск, Верея;
- Малые и Большие Парфёнки, Можайск;
- Мост через реку Еленку;
- Дот Можайской линии обороны 1941 г.;
- Р90 на Уваровку, Шаховскую, Тверь;
- Монумент «Их было десять тысяч»;
- (1 км) Шапкино,  Замри-гора (самая высокая точка Московской области);
- Часовня в честь иконы Божьей матери (живоносный источник) у истока Москвы-реки.

### Смоленская область
- Мальцево;
- на Гагарин;
- Мост через реку Большую Гжать (≈100 м);
- Рыбный рынок;
- Мост через реку Полишню;
- Памятник в честь принятия Кутузовым командования в Отечественной войне 1812 г.;
- Царёво-Займище;
- Бородино,  Р134;
- Мост через реку Вязьму;
- Памятник «Танк Т-34-85» в Андрейкове;
- Андрейково,  на (500 м.) Вязьму;
- Природный родник в Относове;
- Мост через реку Вязьму в Относове;
- Обелиск ополченцам защищавшим Москву в 1941 г. на берегу реки Новосёлки в Чепчугове;
- Мост через реку Новосёлку в Чепчугове;
- Чёрное;
- на (5 км) Семлёво;
- на (1 км) Артёмово;
- Якушкино;
- на (4 км) Изъялово;
- на (0,5 км) Малое Алфёрово;
- на Алфёрово;
- на (1 км) Зимницу;
- Старое Истомино;
- на (12 км) Богдановщину;
- на (4 км) Издешково;
- Арефино;
- на (1 км) Каблуково;
- Пустынь;
- Прудки;
- на (1,5 км) Горяйново;
- на (2 км) Мясоедово;
- Храм Иконы Божией Матери «Спорительница хлебов»
- Мост через реку Днепр (≈260 м);
- Надежда;
- на (0,5 км) Костенки;
- на (2,5 км) Забелино;
- на (6,5 км) Николо-Погорелое;
- Мост через реку Вержу в Храмцове (≈110 м);
- на (2 км) ст. Дурово;
- на (0,3 км) Дурово;
- Троица;
- (0,5 км) Мишенино;
- Бараново;
- на Горный;
- Сафоново (восточная территория);
- на Лядно (район города Сафоново);
- Мост через реку Вопец в Сафонове;
- Сафоново,  Р137 на Дорогобуж, Ельню;
- на (1 км) Заворово;
- на Анохово;
- на (1 км) Плещеево;
- на (0,5 км) Следнево;
- на (1 км) Лукшино;
- Вышегор;
- на (4 км) Рыбки;
- Суетово;
- на (0,5 км) Ланино;
- на (8 км) Петрово;
- на Капыревщину;
- Яковлево;
- Мост через реку Вопь в Ярцеве;
- Ярцево;
- на (12,5 км) Третьяково;
- на (1,5 км) Дедешино;
- на (2,5 км) Стогово;
- Мушковичи;
- на (1 км) Семёново;
- на Залесово;
- на Смогири;
- Церковь Николая Чудотворца в Смогирях;
- на (1 км) Велюжино;
- Мост через реку Хмость;
- на (4 км) Городок;
- Каменка;
- на Витязи;
- Р136 Нелидово;
- на Варваровщину;
- на (2 км) Веено;
- на (2 км) Зайцево;
- на (0,1 км) Залужье;
- Бережняны;
- на (4 км) Сущево;
- на (1 км) Петрово;
- на (3 км) Жеглово;
- на (1 км) Маркаты
- Объездная развязка, на СОАД;
- на (3 км) Ковши;
- на (3 км) Зыколино;
- на (2 км) Буховку;
- на (0,5 км) Семиречье;
- Московская развязка, на Смоленск A132;
- Природный источник;
- на (1 км) Быльники;
- Печорская развязка, на Печерск, Жуково;
- Смоленск-Северный, Смоленск;
- на (0,1 км) Липуны;
- на Близнаки;
- Дивасы;
- на (0,1 км) Владимирскую;
- на (1,5 км) Скрипорово;
- Озеро Гришопино;
- на (1,5 км) Стомино;
- на (3 км) Старые Батеки;
- Ольша;
- на (0,1 км) Нижняя Дубровка
- Р133 на Демидов, Невель
- на (0,1 км) Долгую Ольшу
- на (1 км) Слободу
- Ермаки
- на (4 км) Новое Куприно;
- на (0,5 км) Тишино;
- Купринское озеро;
- на (0,1 км) Зеньково;
- на (1,5 км) Фролы;
- Витебская развязка, на Р141 Смоленск, Витебск;
- Тверитино;
- на Лосево;
- на (1 км) Светицы;
- на (1 км) Велино;
- на (0,5 км) Бабиничи;
- Липово;
- на Гусино;
- на (0,1 км) Шеровичи;
- на (0,1 км) Парули;
- Мост через реку Березину (≈130 м);
- Комиссарово;
- на (0,5 км) Бодуны;
- Белеи;
- на (2 км) Хлыстовку;
- на (1,5 км) Ермаки;
- на (1 км) Зюзьки;
- на (1 км) Жваненки;
- Красная Горка;
- на Буду;
- Граница России и Белоруссии (экс-МАПП «Красная Горка»).

## Состояние автодороги
На всём протяжении дорога минимум 4-полосная (по две полосы в каждую сторону). От МКАД до Внуковского переезда по 2—3 полосы в каждую сторону, от Внуковского переезда до развязки с Северным обходом Одинцова следует 6 полос. От развязки с северным обходом Одинцова до развязки с ЦКАД трасса 8-полосная, на большей части действует ограничение 110 км/ч. От 45 до 66 км — 6 платных полос и 4 бесплатные. Разделитель (отбойник) есть от пересечения с МКАД до 66-го км, а также между Малым и Большим московскими кольцами. В Смоленской области от Батюшкова до Осташкова (160—196 км), от Чёрного до Мушковичей (248—348 км) и от Смогирей до Велюжино (355—358 км) трасса — с разделительной полосой и отбойником посередине. Также 4 полосы с отбойником на 382-м км трассы (развязка на Смоленск). Перед Сафоновым железнодорожный переезд. Крупный мостовой переход на 280-м км через реку Днепр.

## Реконструкция
Согласно планам ГК «Автодор», будет организован платный участок на промежутке с 33-го по 132-й км трассы М-1. В 2019 году началась реконструкция первой его части с 45-го по 66-й км, которая была запущена в эксплуатацию в декабре 2021 году. В ходе реконструкции участок дороги был доведен до категории IБ с количеством полос от 6 до 8 в зависимости от километража, участок получил освещение на всем своем протяжении, были построены 9 пешеходных переходов, шумозащитные экраны, транспортная развязка на 64-м км для ликвидации пересечения в одном уровне с дорогой регионального значения Кубинка — Наро-Фоминск. Были сооружены бесплатные дублеры трассы с двусторонним движением. Планируется строительство транспортной развязки на 59-м км для съезда к парку «Патриот».
Вторую часть платного участка с 66-го по 84-й км госкомпания начала строить в 2022 году. Планируется возведение развязки на 86-м км на пересечении с дорогой А-108 «Большое московское кольцо». Эксплуатироваться на платной основе дорога начнёт после 2023 года. До 132 км реконструкция начнется после 2024 года. Всего в ходе реконстуркции предполагается строительство шести мостов и путепроводов и девяти пешеходных переходов. Построенная дорога будет относиться к категории IБ, иметь по три полосы движения в обоих направлениях, максимальная скорость на ней — 110 км/ч. Второй пункт взимания платы будет организован на 84-м км трассы. Оплата будет производиться за фактически пройденное расстояние.

## Дублёр
26 ноября 2013 года введён в эксплуатацию платный дублёр в объезд города Одинцова с новым выходом на МКАД с целью обеспечения беспрепятственного движения автотранспорта и разгрузки головного участка федеральной автомобильной дороги. Дублёр идёт от Молодогвардейской развязки на МКАД, причём с Молодогвардейской улицы попасть напрямую на дублёр нельзя, до 33-го км Минского шоссе, через 1,5 км после Лесного Городка. Расчётная скорость движения по трассе — 120 км/ч, разрешённая скорость — 90 км/ч.

## Достопримечательности

Памятник воинам-дорожникам на 72 км Минского шоссе, Московская область. Установлен Росавтодором в 2014 году.

- 72 км — монумент военным дорожникам с часовней.
- 86 км — монумент героине Великой Отечественной войны Зое Космодемьянской.
- 141 км — монумент «Их было десять тысяч» в честь 10 тысяч советских бойцов, погибших в сражениях с врагом в «Долине славы» возле деревни Уваровка.
- 142 км — поворот на д. Шапкино, самую высокую точку Московской области.
- 150 км — часовня, построенная в честь 200-летия московского водопровода у истока реки Москвы в честь иконы Божьей матери «Живоносный источник».
- 172 км — город Гагарин, далее на север — Клушино, родина первого в мире космонавта Юрия Алексеевича Гагарина. В городе Гагарине действует объединённый мемориальный музей Ю. А. Гагарина.
- 187 км — памятник Отечественной войны 1812 года.
- 230 км — старинный город Вязьма с исторической архитектурой.
- 394 км — город Смоленск, областной центр, один из древнейших городов России.